# El hombre que calculaba
El hombre que calculaba (en portugués, O homem que calculava) es una novela escrita por el escritor y profesor de matemáticas brasileño Malba Tahan, cuyo verdadero nombre era Julio César de Mello y Souza. Esta obra puede ser considerada al mismo tiempo como una novela y como un libro de problemas y curiosidades matemáticas. El propio autor reconoció que uno de sus objetivos al escribirlo fue el de contribuir a popularizar las matemáticas, presentándolas para ello no ya de forma abstracta o en contextos meramente simbólicos, sino integradas a los acontecimientos y atravesadas por muchos otros aspectos, como cuestiones morales y de historia.
Este libro une lo útil y cotidiano con la matemática por medio de leyendas e historias que lo hacen ameno, y mediante las cuales nos enseña, de una manera lógica y deductiva, cómo se resuelven los problemas que allí se exponen.
Su protagonista se nos hace inmediatamente simpático porque es sencillo, comunicativo, solidario; interesado en los problemas ajenos y sensible al canto poético.
Publicado por primera vez en Brasil en 1938, El hombre que calculaba une matemáticas con ficción e historia.
Otra particularidad en la composición estética de esta obra es que el narrador toma parte en la historia que él mismo narra, aunque no es el personaje principal.
A lo largo de la narración se muestra con frecuencia la devoción de los personajes a la religión musulmana. Sin embargo, las reflexiones místicas son expuestas como elemento discursivo dentro de la construcción de los personajes y del mundo árabe que se recrea en esta ficción.

## Argumento
El libro habla del viaje de Beremiz y Hanak en la gran ciudad de Bagdad, donde Beremiz se convertirá en célebre y famoso resolviendo situaciones que para otros eran matemáticamente imposibles (como la división de los 35 camellos entre 3 hermanos, o el problema de las siete perlas). En el curso de la historia, Beremiz formará amistades con personajes cada vez más importantes, entre ellos, algunos jeques y el Maharajá de Lahore; mientras que en su momento de máxima gloria desposará a Telassim, la hija de un jeque, y su antigua estudiante de matemáticas. La aventura está acompañada por un gran número de adivinanzas y curiosidades matemáticas, como la increíble propiedad del número 142 857.